# Smolnikar
Smolnikar je priimek več znanih Slovencev:
- Ada Smolnikar (*1935), telovadka
- Andrej Bernard Smolnikar (1795—1869), rimskokatoliški duhovnik, misijonar in utopični socialist
- Anton Tone Smolnikar, novinar in župan Kamnika
- Barbara Smolnikar (*1967), zavarovalničarka
- Breda Smolnikar (*1941), pisateljica
- Dragana Smolnikar, pisateljica/publicistka?
- Jerneja Smolnikar, slikarka
- Luka Smolnikar (1863—1936), duhovnik, leposlovec, prosvetni ter socialni delavec
- Marjeta Smolnikar (1954—2010), novinarka
- Tatjana Smolnikar (*1962), smučarska tekačica
- Zala Smolnkar - Záli, pevka